# Паламоне, Луис Бенто
Луис Бенто Паламоне (порт.-браз. Luiz Bento Palamone; 21 марта 1898, Араракуара — 22 октября 1970, Сан-Паулу) — бразильский футболист, защитник. Первый уроженец города Араракуара, игравший за сборную Бразилии.

## Карьера
Луис Бенто Паламоне начал играть в футбол в 1916 году колледже Араракуары за клуб «Американо». Оттуда в 1917 году он перешёл в клуб «Маккензи Коллеж». В 1919 году защитник переехал в Рио-де-Жанейро, чтобы изучать медицину. Там он стал игроком «Ботафого». 20 июля 1919 года Луис Бенто дебютировал в составе команды в матче с клубом «Кариока», в котором его команда победила 2:1. 20 июля 1919 он сыграл первую официальную игру за клуб, в котором его команда проиграла со счётом 1:2 «Флуминенсе». 11 января 1923 года Паламоне был признан почётный членом футбольного клуба «Ботафого» и членом технического комитета. Всего за команду Луис Бенто провёл 60 матчей, в последнем из которых его команда обыграла «Америку» со счётом 3:1.
Паламоне играл за сборные штатов Сан-Паулу и Рио-де-Жанейро. В 1919 году он поехал в числе игроков сборной страны на чемпионат Южной Америки, где бразильцы выиграли золотые медали. Но на самом турнире нападающий на поле не выходил. 1 июня того же года он дебютировал в национальной команде на Кубке Роберто Чери в матче с Аргентиной. В 1922 году он вновь поехал на южноамериканское первенство, где Бразилия вновь выиграла «золото». Сам защитник провёл на турнире все пять матчей. Всего за сборную футболист сыграл 7 встреч.
В 1925 году Паламоне закончил медицинский колледж по специальности офтальмология, а годом спустя возвратился в Араракуару, где начал медицинскую практику. В 1949 году он стал директором школы фармации и стоматологии в Араракуаре. И занимал этот пост до 1955 года. С 1948 по 1951 год был членом городского совета Араракуары.
Именем Паламоне назван стадион в Араракуаре: Городской стадион имени доктора Луиса Бенто Паламоне.

## Международная статистика
| Матчи Луиса Бенто Паламоне за сборную Бразилии | Матчи Луиса Бенто Паламоне за сборную Бразилии | Матчи Луиса Бенто Паламоне за сборную Бразилии | Матчи Луиса Бенто Паламоне за сборную Бразилии | Матчи Луиса Бенто Паламоне за сборную Бразилии | Матчи Луиса Бенто Паламоне за сборную Бразилии | Матчи Луиса Бенто Паламоне за сборную Бразилии |
| ---------------------------------------------- | ---------------------------------------------- | ---------------------------------------------- | ---------------------------------------------- | ---------------------------------------------- | ---------------------------------------------- | ---------------------------------------------- |
| №                                              | Дата                                           | Место проведения                               | Оппонент                                       | Счёт                                           | Голы                                           | Турнир                                         |
| 1                                              | 1 июня 1919                                    | Рио-де-Жанейро                                 | Аргентина                                      | 3:3                                            | —                                              | Кубок Роберто Чери                             |
| 2                                              | 17 сентября 1922                               | Рио-де-Жанейро                                 | Чили                                           | 1:1                                            | —                                              | Чемпионат Южной Америки                        |
| 3                                              | 24 сентября 1922                               | Рио-де-Жанейро                                 | Парагвай                                       | 1:1                                            | —                                              | Чемпионат Южной Америки                        |
| 4                                              | 1 октября 1922                                 | Рио-де-Жанейро                                 | Уругвай                                        | 0:0                                            | —                                              | Чемпионат Южной Америки                        |
| 5                                              | 15 октября 1922                                | Рио-де-Жанейро                                 | Аргентина                                      | 2:0                                            | —                                              | Чемпионат Южной Америки                        |
| 6                                              | 22 октября 1922                                | Рио-де-Жанейро                                 | Парагвай                                       | 3:0                                            | —                                              | Чемпионат Южной Америки                        |
| 7                                              | 29 октября 1922                                | Сан-Паулу                                      | Парагвай                                       | 3:1                                            | —                                              | Кубок Родригеса Алвеса                         |

## Достижения
- Чемпион Южной Америки: 1919, 1922